# FAL SB
Die Reihe SB sind zweiteilige schmalspurige Dieseltriebzüge mit 950 mm Spurweite der süditalienischen Ferrovie Appulo Lucane (FAL). Gleiche Fahrzeuge betreiben auch die sardischen Trasporti Regionali della Sardegna (ARST) mit der Bezeichnung ADeS.

## Geschichte

### Ferrovie Appulo Lucane

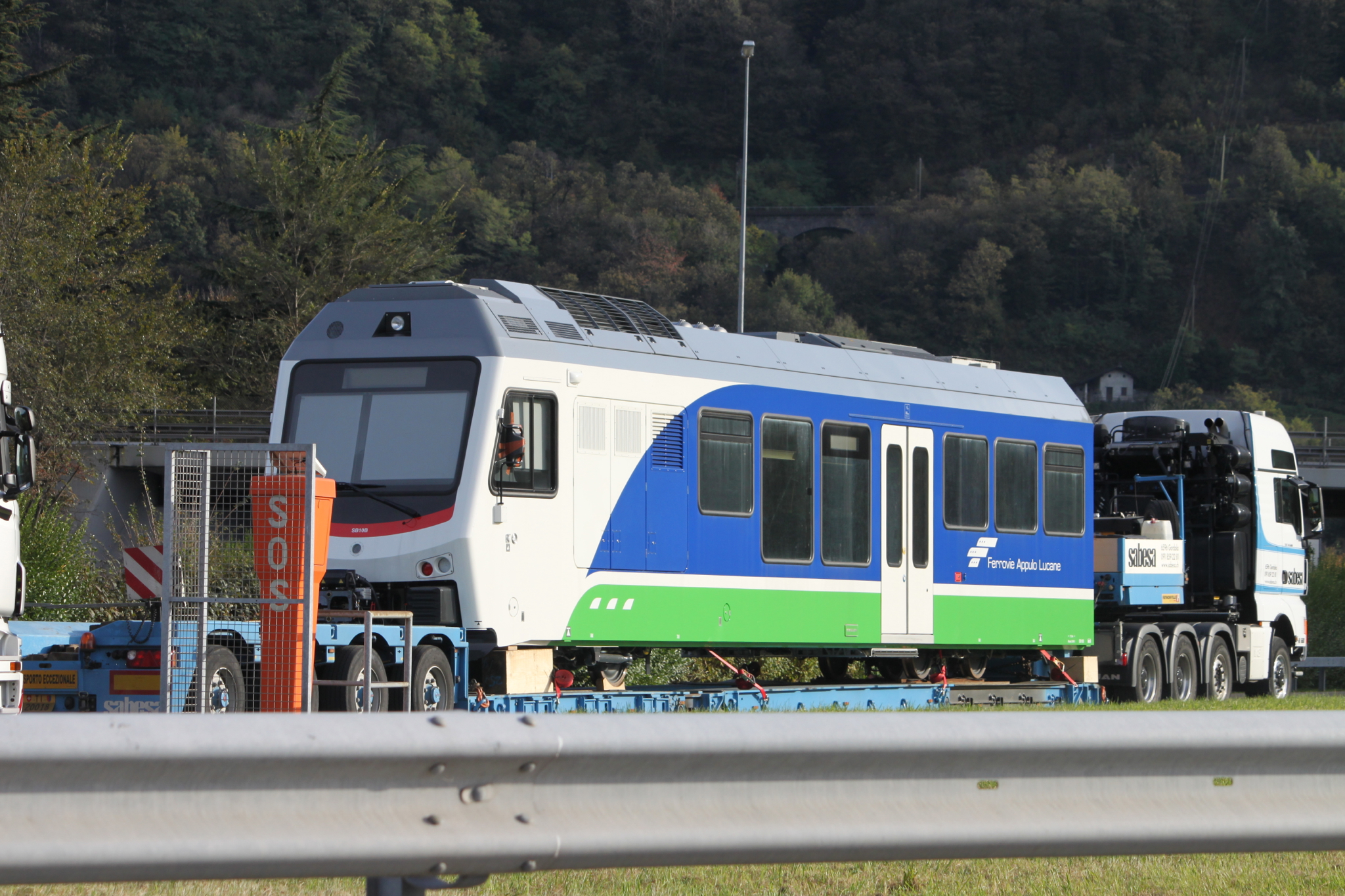
Die Triebzüge wurden auf der Straße nach Italien transportiert. Tieflader mit SB10B bei einem Zwischenhalt auf dem Rastplatz Bellinzona-Sud.

2011 bestellten die FAL bei Stadler Rail fünf zweiteilige und sechs dreiteilige diesel-elektrische Triebzüge mit den Bezeichnungen SB und ST für den Einsatz auf der Strecke Bari–Altamura–Matera/Gravina. Der Auftrag hatte inklusive Ersatzteile einen Wert von 45 Millionen Euro. Für die Strecke von Potenza nach Avigliano wurden in einer Anschlussbestellung weitere sechs Triebwagen der Reihe SB beschafft.
Den ersten Triebzug konnten die FAL im September 2012 der Öffentlichkeit vorstellen, der letzte wurde im Mai/Juni 2015 in Betrieb genommen. Sie sind den Depots Bari Scalo und Potenza zugeteilt. Nach ihrer Inbetriebnahme konnten die FAL die letzten M2.200 und einige M4 ausmustern.

### Trasporti Regionali della Sardegna (ARST)

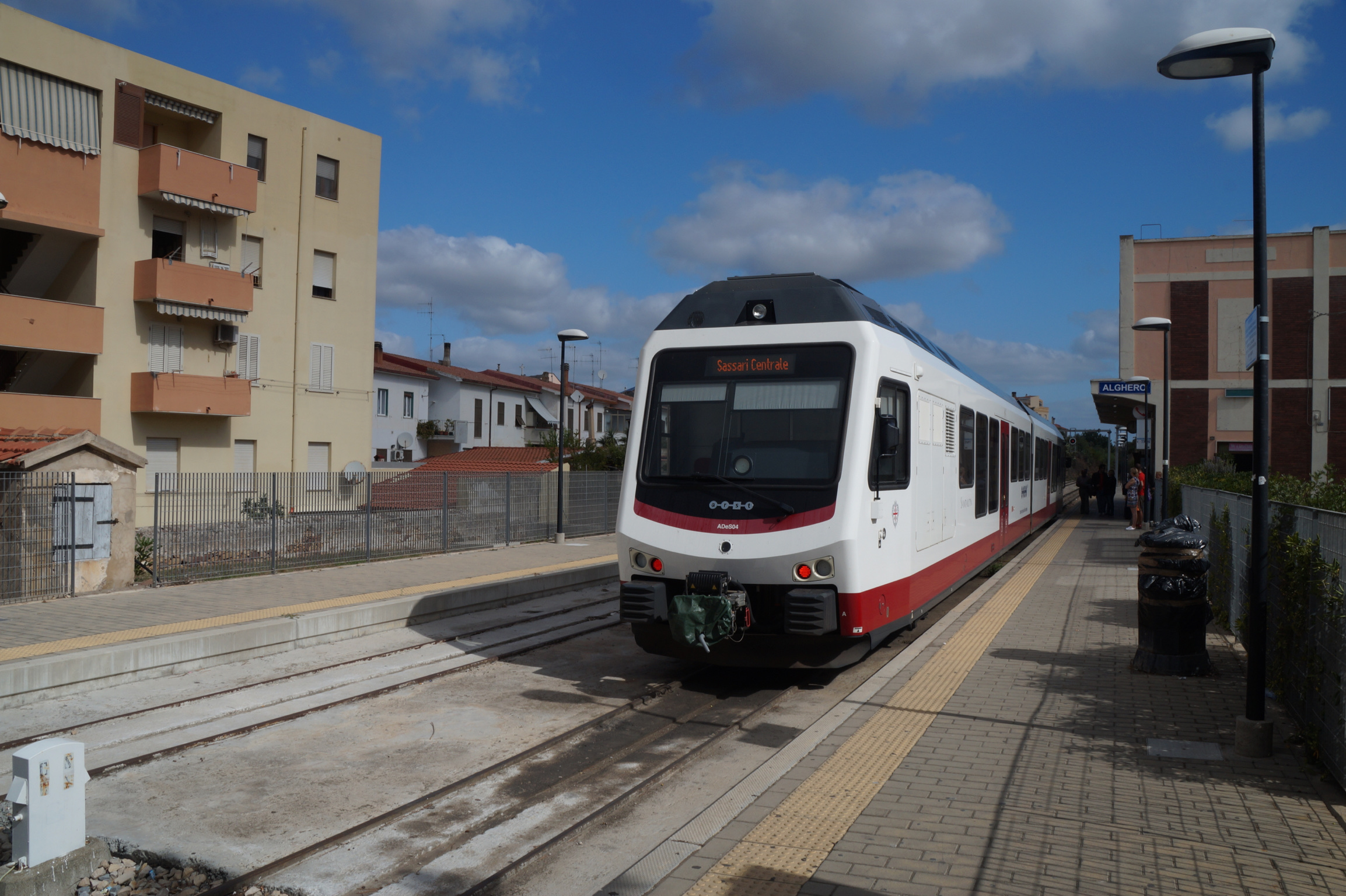
Niederflurzug ADeS04 in Alghero

Im Februar 2014 hat der sardische Verkehrsbetreiber ARST einen Vertrag über die Lieferung von vier zweiteiligen  Niederflurtriebzüge für die Schmalspurstrecken Sassari–Alghero und Sassari–Sorso unterzeichnet. Der Vertrag umfasst auch die Wartung während vier Jahren. Eine zweite Bestellung für weitere fünf Einheiten wurde im Dezember 2015 unterzeichnet. Die Auslieferung der ersten Bestellung erfolgte im Verlaufe des Jahres 2015, die zweite Teilserie folgte ab Mitte 2017.

## Beschreibung
Die Triebzüge der Reihe SB bestehen aus zwei kurzgekuppelten, klimatisierten Triebwagen mit insgesamt 100 Sitzplätzen. Sie wurden von den Zahnradtriebwagen DE M4c.500 der Ferrovie della Calabria (FC) abgeleitet, sind aber als reine Adhäsionsfahrzeuge gebaut. Die Hälfte des Fahrgastraums ist niederflurig angeordnet, was zusammen mit den 1300 mm breiten Einstiegstüren den Reisenden das Ein- und Aussteigen erleichtert. Die Wagen der zweiteiligen
Triebzüge verfügen über je ein Motor- und Laufdrehgestell und können bei Bedarf für die Wartung voneinander getrennt werden. Luftgefederte Drehgestelle sorgen für einen angenehmen Reisekomfort. Jeder Zugteil verfügt über einem Sechszylinder-Cummins-Dieselmotor von 395 kW Leistung, der über dem Motordrehgestell angeordnet ist. Zwei oder drei Einheiten können vielfachgesteuert verkehren. Die zweiteiligen Triebzüge können später bei Kapazitätsengpässen durch Einfügen eines Zwischenwagens zu dreiteiligen Komposition analog der Baureihe SB der FAL erweitert werden.
Die Züge der FAL und der ARST unterscheiden sich in der Abgasnorm. Während die Motoren der FAL die Euro-IIIA-Abgasnorm einhalten, erfüllen die neueren Züge auf Sardinien die Kategorie Euro IIIA. Dazu musste die Kühlanlage auf dem Dach angepasst werden.